# 野生司義章
野生司 義章（のうす よしあき、1912-?）は、日本の建築家。都市プランナー。ラインヒルゴルフクラブや、北砂五丁目団地など日本住宅公団発足初期の団地設計、その他多くの日本住宅公団住宅の設計や旧日本電信電話公社（現NTT）関連の建築物、その他都市開発・法定再開発などの都市計画の仕事を中心に展開した。千葉工業大学建築学科の創設にも携わり、同大学教授として人材の育成にもあたる。戦前期発行されていた雑誌『国際建築』編集にも関与し、建築作家研究などにも優れた業績を残す。工学博士。子息野生司義光も建築家。
東京帝国大学工学部建築科を1940年に卒業後、三菱地所設計部（現三菱地所設計）、海軍技術大尉、戦後の大成建設勤務を経て、野生司建築設計事務所（ピーク時の所員数は約150名）を開設。
戦後行われた世界平和記念聖堂の建築設計競技では佳作に入選。
昭和30年代後半から、大塚雄司グループや市街地開発株式会社の面々と、東京・青山通り拡幅と整備、市街地再開発事業を指導、その後東京都の斡旋により吉祥寺駅北口再開発の計画等に参加、昭和40年6月案作成に協力した。

## おもな著作
- 騒音からみた高速道路際の住宅団地の計画に関する研究 : 建築計画 大会学術講演梗概集. 計画系 44(計画系), 409-410, （1969年7月23日号)
- 4020 Study on Community Centers(Design and Planning) 日本建築学会論文報告集. 号外, 学術講演要旨集 (42), 634（1967年10月号）
- 建築の工業化について Journal of architecture and building science 79(945), 652-653 （1964年10月20日号)
- ワルター・グロピウス,リチャード・ノイトラ,スキッドモア・オウイングス・メリルの業績の研究 (建築史・意匠) (学位論文要旨) 建築雑誌. 研究年報 62, 265-266, (1962年9月20日号)
- 「イサム・ノグチ 人と作品」『國際建築』17巻5号 (1950年11月号)